# Demeter Zoltán (politikus)
Demeter Zoltán (Ózd, 1963. december 1. –) magyar református lelkész, politikus; 2010. május 14. óta a Fidesz – Magyar Polgári Szövetség országgyűlési képviselője. 1994 és 1998 között önkormányzati képviselője, majd 1998 és 2014 között polgármestere Bánhorvátinak. A Bánhorváti Sport Egyesület elnöke.

## Életrajz
Általános iskolai tanulmányait Ragályban és Trizsben végezte. Középfokú tanulmányait az ózdi József Attila Gimnáziumban végezte. 1992-ben a Debreceni Református Teológiai Akadémián református lelkészi oklevelet szerzett.
2006 és 2010 között a Borsod-Abaúj-Zemplén Megyei Önkormányzat megyei közgyűlésének tagja. 2010. május 14. óta a Fidesz – Magyar Polgári Szövetség országgyűlési képviselője, jelenleg a Borsod-Abaúj-Zemplén vármegyei 4. számú országgyűlési egyéni választókerületben.

## Elismerései
- Múcsony Díszpolgára (2019)[4]
- Edelény Díszpolgára (2019)[4]